# Remijia longifolia
Remijia longifolia är en måreväxtart som beskrevs av George Bentham och Paul Carpenter Standley. Remijia longifolia ingår i släktet Remijia och familjen måreväxter. Inga underarter finns listade i Catalogue of Life.